# Neotriozella laticeps
Neotriozella laticeps är en insektsart som först beskrevs av Crawford 1910.  Neotriozella laticeps ingår i släktet Neotriozella och familjen spetsbladloppor. Inga underarter finns listade i Catalogue of Life.